# ふぁみ☆すぴ!! 〜FamiliarSpirits!!〜
『ふぁみ☆すぴ!! 〜FamiliarSpirits!!〜』（ふぁみすぴ 〜ふぁみりあすぴりっつ〜）は2006年12月15日にSkyFishより発売された日本の18禁恋愛アドベンチャーゲーム。

## 概要
SkyFishのリリースタイトル第1弾作品。現代社会とファンタジーな世界が入り混じった世界を舞台にした学園ラブコメディ作品で、2006年8月21日に『TECH GIAN』にて製品情報が先行発表された。初回版には特典として2曲のボーカル曲と15曲のBGMが収録されたオリジナルサウンドトラックが同梱された。

## ストーリー
無数に存在する世界、そんな世界の一つである人間達の住む「人間の世界」と冒険者やモンスターが闊歩する「エルフの世界」。人間の世界で西暦1986年、エルフの世界で青の年第7563周期、二つの世界は融合し、金と銀の二つの月が夜空に浮かび科学と魔法が共存する一つの世界を形成した。最初こそ文化の差で色々とあったものの、異なる種族は協力し合いやがて人間とエルフが並んで歩く光景も当たり前の光景となっていった。
日本の真ヨコハマ市に暮らす市ノ瀬真一は幼なじみの葦野スセリと同じ学校に進学するために、使い魔（ファミリア）の召喚と観察を課題として出される。魔力を持たない人間にとっては本来不可能なはずの使い魔の召喚であったが、なんの因果か魔族の王と名乗るイナルナ・パム・バーミリオンの召喚に成功しファミリアの契約を交わしてしまう。

## 登場人物
市ノ瀬 真一 （いちのせ しんいち）
身長：172cm
本編の主人公で、真ヨコハマ市立桜丘アカデミーに通う人間の高校生。両親は世界中を飛び回る亜人考古学者で日本に寄り付かないため一人暮らしをしているが、貧乏学者の仕送りだけでは生活が苦しいため「冒険者の宿」というラブホテルでアルバイトをして生計を立てている。
イナルナ・パム・バーミリオン
声：青葉りんご
身長：147cm / 体格：B80/W48/H74
真一によって召喚された使い魔（ファミリア）で、真一によって名づけられたファミリア・ネームは「パム」。魔族の国の魔王にして第一皇女であったが、父親で先代の魔王が崩御し跡目争いが勃発した際に言葉巧みに騙されて王権を叔母に奪われ地下牢に幽閉されていた。
葦野 スセリ （あしや すせり）
声：みる
身長：143cm / 体格：B69/W43/H71
真一の幼なじみで妹代わりのような特別な存在の少女。真一が両親の研究で各地を転々としていた頃に訪れた一夜にして吹き飛んだあるエルフの村の唯一の生き残りで、真一の両親の親友で隣人のパン屋夫婦の養子となっている。
江口 こより （えぐち こより）
声：かわしまりの
身長：159cm / 体格：B89/W57/H85
真一のクラスのクラス委員長で、図書委員も兼任しているエルフの少女。愛称は「委員長」。生徒会長である江口飛鳥の双子の妹。実家はラブホテルを経営している。
リュセ・ル・チリペッパー
声：岩田由貴
身長：172cm / 体格：B89/W55/H87
エルフの元となった神獣族の少女。魔王の一族を抹殺する使命を帯びており、パムを追って人間界に送り込まれたが、記憶を失ってしまっている。
高田・シュバイツァー・十蔵 （たかだ・シュバイツァー・じゅうぞう）
声：秋山水滸
真一のクラスの担任で亜人歴史学を教えているハーフエルフの先生で剣士。その傍らで暴れる魔物を退治する「特別災害時非常勤務講師」という役職に選ばれてしまっており、休日返上の多忙な日々を送っている。
江口 飛鳥 （えぐち あすか）
声：竹田彬夫
身長：180cm
真一の通う学園の生徒会長。成績優秀、スポーツ万能でかつ聖騎士の称号も持っているエルフの好青年であるが、同性愛者で真一のことを狙っている。江口こよりの双子の兄。
いぬーる
声：草柳順子
ねこんぬ
声：金田まひる
パムが地下牢で出合った小精霊達で、幽閉されていたパムの唯一の友達であった。彼女らの掘る穴は時として時空間ですら繋げてしまい、世界中に迷宮を作り出してしまうことになる。
シャロン
声：中家志穂
ユキ
声：中家菜穂
真一のクラスメイトのエルフの女学生二人組み。趣味はカラオケにファミレスでの談笑と人間世界の生活にすっかり毒されている。『Primary 〜Magical★Trouble★Scramble〜』や『はるかぜどりに、とまりぎを。 2nd Story 〜月の扉と海の欠片〜』といった後のSkyFish作品にもゲストキャラクターとして登場している。

## 音楽
オープニングテーマ「toy memory」
作詞：marie / 作編曲：MANYO / 歌：真理絵
エンディングテーマ「sapphirus」
作詞：marie / 作編曲：MANYO / 歌：真理絵

## スタッフ
- 企画・原案・監督：ひろもりさかな
- 原画：KIMちー、香月☆一、山岡治郎、翼卵、蔓木鋼音
- シナリオ：巳無月
- ムービー制作：永月到
- 音楽：MANYO（LittleWing）